# 韦特维尔
韦特维尔（法語：Houetteville，法語發音：[wɛtvil]）是法国厄尔省的一个市镇，属于埃夫勒区。

## 地理
韦特维尔（49°7'36"N, 1°6'36"E）面积6.85 平方千米，位于法国诺曼底大区厄尔省，该省份为法国北部内陆省份，北起滨海塞纳省，西接奧恩省和卡爾瓦多斯省，南至厄尔-卢瓦省，东临瓦兹省、瓦兹河谷省和伊夫林省。
与韦特维尔接壤的市镇（或旧市镇、城区）包括：贝朗日维尔-拉康帕涅、布罗斯维尔、卡纳普维尔、翁杜维尔。

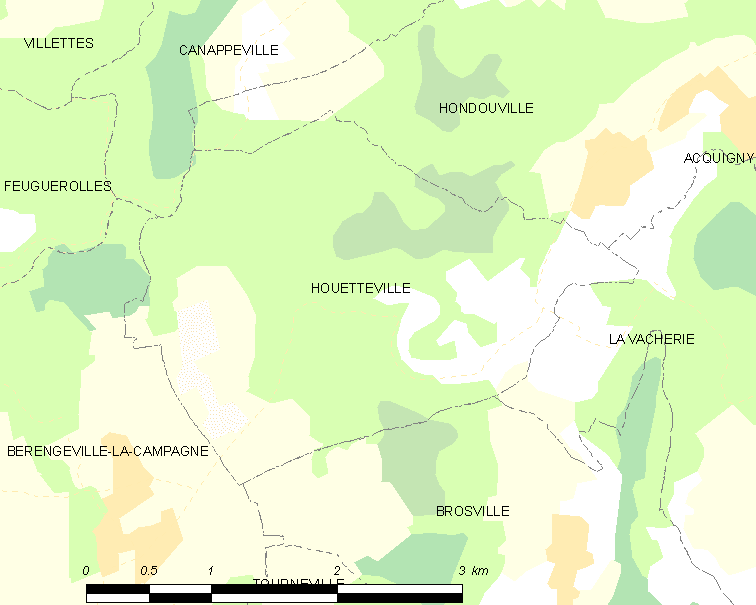
韦特维尔的OSM定位图

韦特维尔的时区为UTC+01:00、UTC+02:00（夏令时）。

## 行政
韦特维尔的邮政编码为27400，INSEE市镇编码为27342。

## 政治
韦特维尔所属的省级选区为勒讷堡县。

## 人口

1962-2008年间韦特维尔人口变化图示

韦特维尔于2022年1月1日时的人口数量为194人。